# Koraon
Koraon là một thị xã và là một nagar panchayat của quận Allahabad thuộc bang Uttar Pradesh, Ấn Độ.

## Nhân khẩu
Theo điều tra dân số năm 2001 của Ấn Độ, Koraon có dân số 12.137 người. Phái nam chiếm 53% tổng số dân và phái nữ chiếm 47%. Koraon có tỷ lệ 56% biết đọc biết viết, thấp hơn tỷ lệ trung bình toàn quốc là 59,5%: tỷ lệ cho phái nam là 68%, và tỷ lệ cho phái nữ là 44%. Tại Koraon, 20% dân số nhỏ hơn 6 tuổi.